# Franz Heinzl
Franz Heinzl (* 13. April 1892 in Stockerau, Österreich-Ungarn; † 16. Mai 1922 in Stockerau, Österreich) war ein österreichischer Fußball-Nationalspieler.

## Karriere
Franz Heinzl spielte als Stürmer erfolgreich beim Provinzverein Stockerauer SV 07, von dem er zu Jahresbeginn 1914 vom Wiener AF nach Wien geholt wurde. Franz Heinzl konnte mit seinen Stürmerqualitäten sofort überzeugen und erzielte bereits nach wenigen Wochen seine Tore auch in der Wiener Auswahl gegen Berlin und München. Unter Hugo Meisl kam er schließlich am 3. Mai 1914 zu seinem Länderspieldebüt beim 2:0-Sieg gegen Ungarn. Mit dem WAF war der Stockerauer nicht minder erfolgreich, bereits in der Debütsaison 1913/14 konnte der Gewinn der österreichischen Meisterschaft gefeiert werden.
Sofern es der Erste Weltkrieg zuließ spielte Franz Heinzl weiterhin für die Nationalmannschaft und den WAF. Eine besonders gute Partie absolvierte er am 3. Oktober 1915, bei der er gleich zwei Mal beim 4:2 gegen Ungarn traf. Nach Kriegsende verschlechterte sich Franz Heinzls Gesundheitszustand allerdings zusehends. Ein Lungenleiden zwang ihn schließlich, den Fußballsport aufzugeben, im Mai 1922 erlag er seiner Krankheit.

## Erfolge
- 1 × Österreichischer Meister: 1914
- 1 × Österreichischer Vizemeister: 1915
- 7 Länderspiele und 4 Tore für die österreichische Fußballnationalmannschaft von 1914 bis 1917